# Campeonato Mundial de Remo de 1975
El V Campeonato Mundial de Remo se celebró en Nottingham (Reino Unido) entre el 20 y el 24 de agosto de 1975 bajo la organización de la Federación Internacional de Sociedades de Remo (FISA) y la Federación Británica de Remo.
Las competiciones se realizaron en el canal de remo Holme Pierrepont, ubicado al este de la ciudad inglesa.

## Medallistas

### Masculino
| Evento                         | Oro | Plata | Bronce |
| ------------------------------ | --- | --- | --- |
| Scull individual M1X           | Peter-Michael Kolbe RFA | Sean Drea Irlanda | Martin Winter RDA |
| Doble scull M2X                | Alf Hansen · Frank Hansen · Noruega · | Joachim Dreifke Jürgen Bertow RDA | Christopher Baillieu Michael Hart Reino Unido |
| Cuatro scull M4X               | Stefan Weiße Wolfgang Güldenpfennig Wolfgang Hönig Christof Kreuziger RDA                                                                                        | Jaroslav Hellebrand Zdeněk Pecka Václav Vochoska Filip Koudela Checoslovaquia                                                                             | Vytautas Butkus Yuri Yakimov Aivars Lazdenieks Yevgueni Duleyev URSS                                                                                |
| Dos sin timonel M2-            | Bernd Landvoigt Jörg Landvoigt RDA | Gueorgui Gueorguiev Valentin Stoyev Bulgaria | Jan van der Horst · Willem Boeschoten · Países Bajos ·                                                                                              |
| Dos con timonel M2+            | Jörg Lucke Wolfgang Gunkel Bernd Fritsch (t) RDA | Ryszard Stadniuk · Grzegorz Stellak · Ryszard Kubiak (t) · Polonia ·                                                                                      | Thomas Hitzbleck Klaus Jäger Holger Hocke (t) RFA                                                                                                   |
| Cuatro sin timonel M4-         | Siegfried Brietzke Andreas Decker Stefan Semmler Wolfgang Mager RDA                                                                                              | Raul Arnemann Nikolai Kuznetsov Serguei Posdeyev Anushavan Gasan-Dzhalalov URSS                                                                           | Nicolae Simion Ernest Gal Christian Georgescu Constantin Nistoroiu Rumania                                                                          |
| Cuatro con timonel M4+         | Vladimir Yeshinov Nikolai Ivanov Alexandr Sema Alexandr Klepikov Alexandr Lukianov (t) URSS                                                                      | Andreas Schulz Rüdiger Kunze Walter Dießner Ullrich Dießner Wolfgang Groß (t) RDA                                                                         | Hans-Johann Färber Ralph Kubail Dieter Knief Peter Niehusen Hartmut Wenzel (t) RFA                                                                  |
| Ocho con timonel M8+           | Jürgen Arndt Gottfried Döhn Dieter Wendisch Friedrich-Wilhelm Ulrich Werner Klatt Roland Kostulski Ulrich Karnatz Karl-Heinz Prudöhl Klaus-Dieter Ludwig (t) RDA | Igor Konnov Alexandr Pliushkin Yevgueni Yankovski Vasili Potapov Nikolai Ivanov Vladimir Vasiliev Antanas Čikotas Anatoli Nemtyriov Igor Rudakov (t) URSS | Grant McAuley Alexander McLean David Rodger Athol Earl Lindsay Wilson Ross Collinge Trevor Coker Peter Dignan David Simmons (t) Nueva Zelanda       |
| Scull individual ligero LM1X   | Reto Wyss · Suiza · | Raimund Haberl · Austria · | William Belden Estados Unidos |
| Cuatro sin timonel ligero LM4- | Francis Pelegri André Coupat Michel Picard André Picard Francia                                                                                                  | Nicholas Tee Graeme Hall Christopher Drury Daniel Topolski (t) Reino Unido                                                                                | Campbell Johnstone Andrew Michelmore Geoffrey Rees Colin Smith (t) Australia                                                                        |
| Ocho con timonel ligero LM8+   | Hans-Hermann Meyer Paul Lutz Ekkehard Braun Gerd Mayer Wolfgang Fritsch Volker Buhren Günter Lobing Bernd Kerkhoff Frank Neumeister (t) RFA                      | Charles Hoffman David Vogel John Dunn Eric Aserlind William Sawyer Roderick Johnson Sean Colgan Leif Soderberg Richard Grossman (t) Estados Unidos        | Brian Fentiman Nigel Read Stewart Fraser Thomas Moffat Mark Harris Stephen Simpole Christopher George Anthony Stocking Alan Sherman (t) Reino Unido |

### Femenino
| Evento                        | Oro | Plata | Bronce |
| ----------------------------- | --- | --- | --- |
| Scull individual W1X          | Christine Scheiblich RDA | Mariann Ambrus · Hungría · | Genovaitė Ramoškienė URSS |
| Doble scull W2X               | Yelena Antonova Galina Yermolayeva URSS                                                                                                 | Sabine Jahn Petra Boesler RDA | Svetla Otsetova Zdravka Yordanova Bulgaria                                                                                                 |
| Cuatro scull con timonel W4X+ | Roswietha Reichel Ursula Unger Jutta Lau Anke Grünberg Liane Weigelt (t) RDA                                                            | Iskra Velinova Verka Alexieva Trayanka Vladimirova Svetlana Guincheva Stanka Vakrilova (t) Bulgaria                                             | Nadezhda Shcherbak Valentina Ivchenkova Galina Beliayeva Antonina Marishkina Irina Moiseyenko (t) URSS                                     |
| Dos sin timonel W2-           | Sabine Dähne Angelika Noack RDA | Yanina Zhigovskaya Ruta Veinberga URSS | Marinela Ghiță Marlene Predescu Rumania |
| Cuatro con timonel W4+        | Helma Lehmann Henrietta Dobler Dagmar Bauer Irina Müller Sabine Brincker (t) RDA                                                        | Mariika Modeva Reni Yordanova Liliana Vaseva Guinka Guiurova Kapka Gueorguieva (t) Bulgaria                                                     | Thea Einöder Edith Eckbauer Doris Leifermann Karin Gondolatsch Susanne Thienel (t) RFA                                                     |
| Ocho con timonel W8+          | Viola Goretzki Christiane Knetsch Ilona Richter Bianka Schwede Monika Kallies Renate Neu Rosel Nitsche Doris Mosig Marina Wilke (t) RDA | Christine Ernst Carol Brown Nancy Storrs Wiki Royden Claudia Schneider Anne Warner Gail Pierson Carolyn Graves Lynn Silliman (t) Estados Unidos | Elena Avram Luliana Balaban Valeria Avram Aurelia Marinescu Cristel Wiener Filigonia Tol Florica Petcu Elena Oprea Aneta Matei (t) Rumania |

## Medallero
| Núm. | País           | Oro | Plata | Bronce | Total |
| ---- | -------------- | --- | ----- | ------ | ----- |
| 1    | RDA            | 10  | 3     | 1      | 14    |
| 2    | URSS           | 2   | 3     | 3      | 8     |
| 3    | RFA            | 2   | 0     | 3      | 5     |
| 4    | Francia        | 1   | 0     | 0      | 1     |
| 4    | Noruega        | 1   | 0     | 0      | 1     |
| 4    | Suiza          | 1   | 0     | 0      | 1     |
| 7    | Bulgaria       | 0   | 3     | 1      | 4     |
| 8    | Estados Unidos | 0   | 2     | 1      | 3     |
| 9    | Reino Unido    | 0   | 1     | 2      | 3     |
| 10   | Austria        | 0   | 1     | 0      | 1     |
| 10   | Checoslovaquia | 0   | 1     | 0      | 1     |
| 10   | Hungría        | 0   | 1     | 0      | 1     |
| 10   | Irlanda        | 0   | 1     | 0      | 1     |
| 10   | Polonia        | 0   | 1     | 0      | 1     |
| 15   | Rumania        | 0   | 0     | 3      | 3     |
| 16   | Australia      | 0   | 0     | 1      | 1     |
| 16   | Nueva Zelanda  | 0   | 0     | 1      | 1     |
| 16   | Países Bajos   | 0   | 0     | 1      | 1     |
|      | TOTAL          | 17  | 17    | 17     | 51    |